# Finzean Bucket Mill

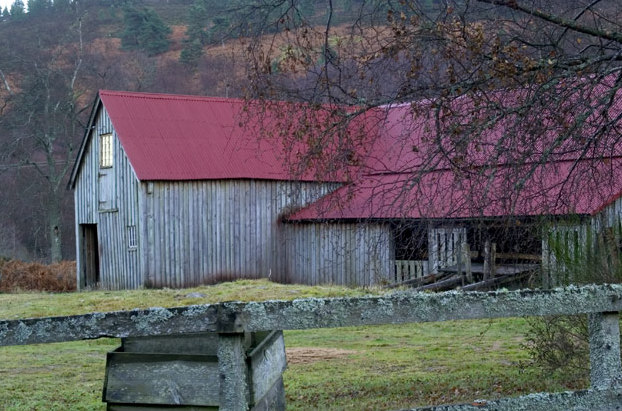
Finzean Bucket Mill

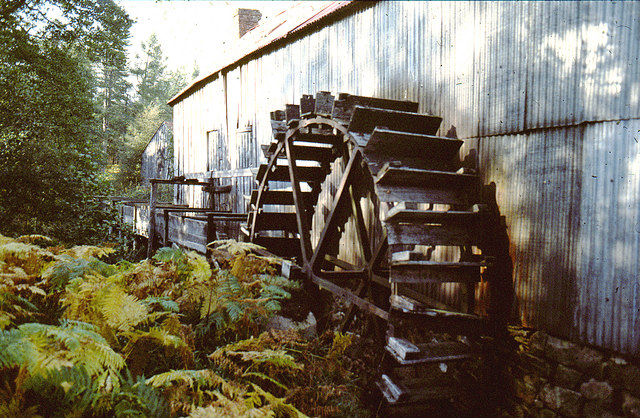
Wasserrad der Mühle

Die Finzean Bucket Mill ist eine Wassermühle in der schottischen Streusiedlung Finzean in der Council Area Aberdeenshire. 1971 wurde das Bauwerk in die schottischen Denkmallisten in der höchsten Denkmalkategorie A aufgenommen. Des Weiteren bildet die Mühle zusammen mit der östlich gelegenen Finzean Turning Mill und der südlich gelegenen Mill of Clinter ein Denkmalensemble der Kategorie A.

## Geschichte
Zur Nutzung der Kiefernwälder des Glen Ferrick wurde im frühen 19. Jahrhundert ein wassergetriebenes Sägewerk am Standort errichtet. Dieses wurde 1846 veräußert. Nach der vollständigen Demontage der Mühlengebäude errichtete Peter Brown im Jahre 1853 die heutige Finzean Bucket Mill. Erst mit dem Tod des letzten lebenden Nachkommen im Jahre 1974 wurde der Betrieb eingestellt. Nach achtjährigem Leerstand erwarb Stan Moyes das Sägewerk und restaurierte es. Obschon er es 1990 für Besucher öffnete, betrieb er die Mühle noch zeitweise kommerziell. 1991 übernahm der Finzean Water Mills Trust die Betreuung der Anlage. Seit 1999 übernimmt der Birse Community Trust diese Aufgabe.
Da das Militär im Laufe des Zweiten Weltkriegs einen hohen Bedarf an den produzierten Eimern hatte, waren die Mühlenarbeiter vom Militärdienst ausgenommen. 2010 wurde die Mühle in das Register gefährdeter denkmalgeschützter Bauwerke in Schottland aufgenommen. 2014 wurde ihr Zustand jedoch als gut bei gleichzeitig minimaler Gefährdung eingestuft.

## Beschreibung
Die Finzean Bucket Mill steht im sehr dünn besiedelten Westen Aberdeeshires rund neun Kilometer südöstlich von Aboyne am linken Ufer des Water of Feugh. Bei den meisten Gebäuden handelt es sich um einfache Holzbauten mit Wellblechdächern. Einzig die Darre und das Wohngebäude sind Granitbauten mit Harl-Putz. Das Wasser zum Betrieb des mittelschlächtigen Wasserrads wird oberhalb der Mühle aus dem Water of Feugh abgezweigt und über einen schlichten Holzkanal zugeführt. Das Eisenrad mit hölzernen Schaufeln durchmisst 3,7 Meter.